# 赫盧希夫 (舍普季茨基區)
赫盧希夫是烏克蘭西部利沃夫州舍普季茨基区貝爾茲市鎮内的村庄。面積0.98平方公里，海拔高度201米，2001年人口475人，人口密度每平方公里484.69人。

## 外部連結
- Погода в селі Глухів （页面存档备份，存于）